# RoGEF domen
RoGEF domen  je strukturni domen faktora razmene guanin nukleotida za Ro/Rac/Cdc42-slične . On se takođe naziva "Dbl-homologni" (DH) domen.

## Potfamilije
- Stimulator guanin-nukleotid disocijacije, CDC24 (IPR001331).

## Zastupljenost
Sledeći ljudski proteini koji sadrže ovaj domen: 
-{ABR;       AKAP13;    ARHGEF1;   ARHGEF10;  ARHGEF10L; ARHGEF11;  ARHGEF12;  ARHGEF15;
ARHGEF16;  ARHGEF17;  ARHGEF18;  ARHGEF19;  ARHGEF2;   ARHGEF3;   ARHGEF4;   ARHGEF5;
ARHGEF6;   ARHGEF7;   ARHGEF9;   ASEF2;     BCR;       C9orf100;  DEPDC2;    DNMBP;
ECT2;      FARP1;     FARP2;     FGD1;      FGD2;      FGD3;      FGD4;      FGD5;
FGD6;      GEFT;      ITSN1;     ITSN2;     KALRN;     LFDH;      MCF2;      MCF2L;
MCF2L2;    NET1;      NGEF;      OBSCN;     PLEKHG1;   PLEKHG2;   PLEKHG3;   PLEKHG4;
PLEKHG5;   PLEKHG6;   PREX1;     RASGRF1;   SGEF;      SOS1;      SOS2;      SPATA13;
TIAM1;     TIAM2;     TRIO;      VAV1;      VAV2;      VAV3;    }-

## Dodatna literatura
- Cerione RA, Zheng Y (1996). „The Dbl family of oncogenes”. Current Opinion in Cell Biology. 8 (2): 216—22. PMID 8791419.
- Tan EC, Leung T, Manser E, Lim L (1993). „The human active breakpoint cluster region-related gene encodes a brain protein with homology to guanine nucleotide exchange proteins and GTPase-activating proteins”. The Journal of Biological Chemistry. 268 (36): 27291—8. PMID 8262969.